# 郝鳳升
郝鳳升（1474年—1527年），字瑞卿，號九龍，福建汀州衛（今屬長汀縣）人，軍籍，明朝政治人物。

## 生平
弘治十一年（1498年）戊午科福建鄉試第七十九名舉人。正德六年（1511年）中式辛未科進士。授大理寺评事。升任大理寺副。正德十四年（1519年），諫武宗赴榆林，入锦衣狱。不久，武宗又下诏南巡，凤升与大理寺正周叙等十六人联名上疏。武宗大怒，各令廷杖。凤升贬都察院照磨。次年回鄉調養。
正德十六年（1521年），世宗嗣位，郝凤升任浙江严州府知府，在职五月，奉命入京朝覲，舟至揚州瓜州渡，旧伤复发，折回長汀調理，不久卒，年五十四。葬于長汀西关外。

## 家族
曾祖郝文通，壽官；祖父郝智；父郝永懋，母徐氏。具庆下。弟凤翔、凤韶。